# فرودگاه شهری وپاکا
فرودگاه شهری وپاکا  (به انگلیسی: Waupaca Municipal Airport) (به زبان بومی: Brunner Field) یک فرودگاه همگانی باربری  است که یک باند فرود آسفالت دارد و طول باند آن ۱۵۸۵ متر است. این فرودگاه در  کشور ایالات متحده آمریکا قرار دارد و در ارتفاع ۲۵۶ متری از سطح دریا واقع شده است.

## نگارخانه

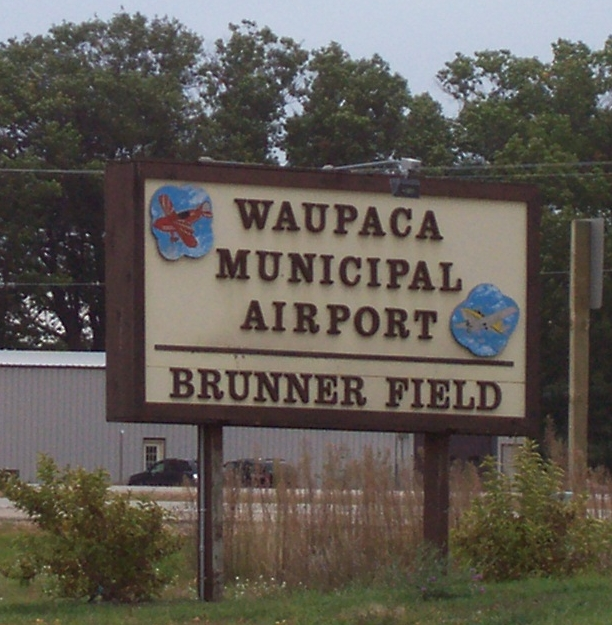
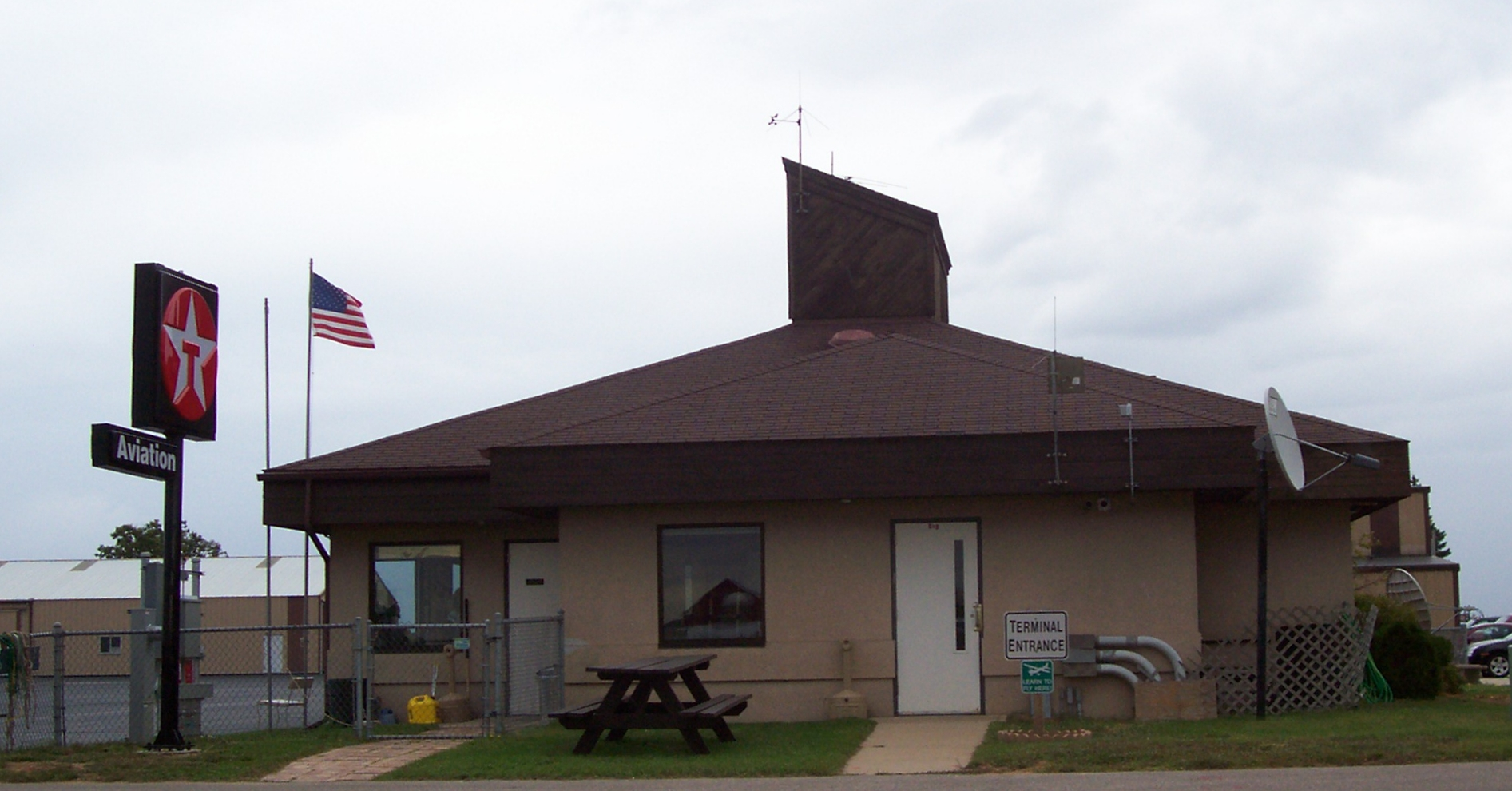